# L'animale (film)
L'animale (L'Animal) è un film del 1977 diretto da Claude Zidi.